# Aki Schmidt
Alfred "Aki" Schmidt (Dortmund, 5 de setembro de 1935 – Dortmund, 11 de novembro de 2016) foi um futebolista alemão que atuava como meia.

## Carreira
Aki Schmidt fez parte do elenco da Seleção Alemã de Futebol, na Copa do Mundo de 1958. 